# ویکتور کاپیتانوف
ویکتور کاپیتانوف (روسی: Виктор Арсеньевич Капитонов؛ ۲۵ اکتبر ۱۹۳۳ – ۵ مارس ۲۰۰۵) دوچرخه‌سوار اهل اتحاد جماهیر سوسیالیستی شوروی بود.
وی همچنین برندهٔ جوایزی همچون نشان انقلاب اکتبر و نشان لنین شده‌است.
وی در مسابقات کشوری و بین‌المللی در مجموع برندهٔ ۱ مدال طلا، ۱ مدال برنز شده‌است.